# 존 마구풀리
존 폼베 마구풀리(스와힐리어: John Pombe Magufuli, 문화어: 죤 마구풀리, 1959년 10월 29일~2021년 3월 17일)는 탄자니아 정치인이자 2015년부터 2021년까지 재임 한 제5대 탄자니아의 대통령이다. 또한 남아프리카 개발 공동체 의장을 맡았다.
1995년 국회의원으로 처음 선출된 그는 1995년부터 2000년까지 탄자니아 내각, 2000년부터 2006년까지 노동부 차관, 2006년부터 2008년까지 국토부 인간정착부 장관, 2008년부터 2010년까지 축산부 장관, 2010년부터 2015년까지 두 번째로 노동부 장관으로 재직했다.
탄자니아 혁명당(스와힐리어: Chama Cha Mapinduzi, CCM)의 후보로 출마한 마구풀리는 2015년 10월 대선에서 승리하여 2015년 11월 5일에 취임하였고, 2020년에 그는 2020년에 재선되었다. 그는 탄자니아 산업에도 투자하면서 정부 부패와 지출을 줄이겠다는 강령으로 출마했지만 언론자유 제한, LGBT 권리 제한, 야당 의원 탄압 등에서 갈수록 독재적 성향이 짙어졌다는 비난을 받았다.
마구풀리는 탄자니아에서 유행병을 다루는 동안 코로나19에 대한 잘못된 정보를 홍보한 것으로 알려져 있다. 오랫동안 공식 석상에 모습을 드러내지 않은 후, 그가 그 질병으로 병원에 입원했다는 확인되지 않은 소문이 돌았다. 2021년 3월 17일 그의 사망은 오랜 심장질환의 원인이었다. 그는 부통령 사미아 술루후 하산이 계승했다.

## 어린 시절
존 마구풀리는 1982년에서 1983년 사이에 센게레마 중등학교의 교사로 짧은 기간 후에 선출직 정치에 과감히 뛰어들었다. 그는 화학과 수학을 가르쳤다. 이후 교직을 그만두고 옌자협동조합법인에 공업화학자로 고용되었다. 차토 지방을 대표하는 의원(MP)으로 선출된 1989년부터 1995년까지 그곳에 머물렀다. 그는 국회의원으로서 첫 임기에 차관으로 임명되었다. 그는 2000년 선거에서 의석을 유지했고 같은 직책에 따라 장관직으로 승진했다. 자카야 키퀘테 대통령이 취임 요청을 받은 후, 그는 2006년 1월 4일 존 마구풀리를 국토 및 인간 정착부 장관으로 옮겼다. 이어 2008년부터 2010년까지 농림수산식품부 장관을 지냈고, 2010년부터 2015년까지 다시 업무부 장관을 지냈다.

## 교육
존 마구풀리는 1967년부터 1974년까지 차토 국민학교에서 교육을 시작했고 1975년부터 1977년까지 중등교육을 받기 위해 비하라마울로에 있는 카토크 신학교로 진학한 뒤 1977년 레이크 중등학교로 옮겨 1978년 졸업했다. 1979년 음콰와 고등학교에 진학하여 고급 수준의 학문으로 입학하여 1981년 졸업하였다. 같은 해, 그는 화학, 수학, 교육을 전공하는 교육과학 학위 취득을 위해 음콰와 교육대학(다르에스살람 대학 구성 대학)에 입학했다.
마구풀리는 1988년 다르에스살람 대학교에서 화학과 수학을 전공하는 학사학위를 받았다. 그는 또한 1994년과 2009년에 각각 다르에스살람 대학교에서 화학 석사와 박사 학위를 받았다. 2019년 말 도도마 대학으로부터 국가 경제 향상으로 명예박사학위를 받았다.

## 임기
마구풀리는 전 정부가 중국에게서 빌린 100억 달러를 갚지 않겠다고 선언하였다. 빌린 돈으로 지은 항구의 사용권을 99년간 중국이 가지는 조건이 문제가 되었는데, 마구풀리는 “술 취하지 않고서야 할 수 없는 계약”이라고 주장하였다.
마구풀리는 부정 선거 논란 속에 재선되었다. 마구풀리의 득표는 1,200만에 달한 한편 야당의 후보는 200만에 그쳤다. 수천 명에 달하는 선거참관인들은 투표소에 들어가지 못했다.

## 사망
마구풀리는 2021년 2월 27일 이후 공개 석상에서 모습을 드러내지 않았으며, 온라인상에서 그가 아프고 병으로 인해 무력화될 수 있다는 소문이 돌았다. 케냐의 한 신문은 2021년 3월 10일 나이로비의 한 병원에서 "아프리카 지도자"가 코로나19로 치료를 받고 있다고 보도하여, 마구풀리 대통령이 될 수 있다는 추측을 낳았다. 야당 정치인인 툰두 리수는 익명의 소식통을 인용, 그러나 증거를 제시하지 않은 채, 코로나19에 감염되어 입원한 사람은 마구풀리라고 말했다. 그는 또한 마구풀리를 인도로 이주시킬 계획이 있다고 주장했다. 리수는 나중에 마구풀리가 3월 10일에 죽었다고 주장했다.
2021년 3월 17일 밤, 사미아 술루후 하산 부통령은 마구풀리가 치료를 받던 다르에스살람의 에밀리오 음제나 메모리얼 병원에서 오후 6시(UTC 15:00)에 사망했다고 발표했다. 그녀는 마구풀리의 근본적인 병을 명시하지는 않았지만 그가 10년 이상 만성 심방세동을 앓았다고 말했다. 그녀는 14일간의 국가 애도 기간을 발표했고 전국적으로 절반의 직원이 국기를 게양할 것이라고 말했다. 마구풀리는 2021년 3월 20일 다르에스살람의 탄자니아 국립 경기장에 안장되었다.

## 사생활
그는 초등학교 교사인 자넷 마구풀리와 결혼했고, 그들은 세 명의 자녀를 두고 있다.

## 역대 선거 결과
| 선거명      | 직책명            | 대수 | 정당            | 득표율 | 득표수       | 결과 | 당락 |
| ----------- | ----------------- | ---- | --------------- | ------ | ------------ | ---- | ---- |
| 2015년 선거 | 탄자니아의 대통령 | 5대  | 탄자니아 혁명당 | 58.46% | 8,882,935표  | 1위  |      |
| 2020년 선거 | 탄자니아의 대통령 | 5대  | 탄자니아 혁명당 | 84.40% | 12,516,252표 | 1위  |      |